# Rucker Park
Rucker Park je basketbalové hřiště ve čtvrti Harlem, v New Yorku. Nachází se na 155. ulici a Frederick Douglass Boulevard naproti místa, kde dřív stávalo Polo Grounds. Mnoho lidí hrajících v tomto parku později dosáhlo díky svým schopnostem slávy a několik dalších hrálo i v NBA

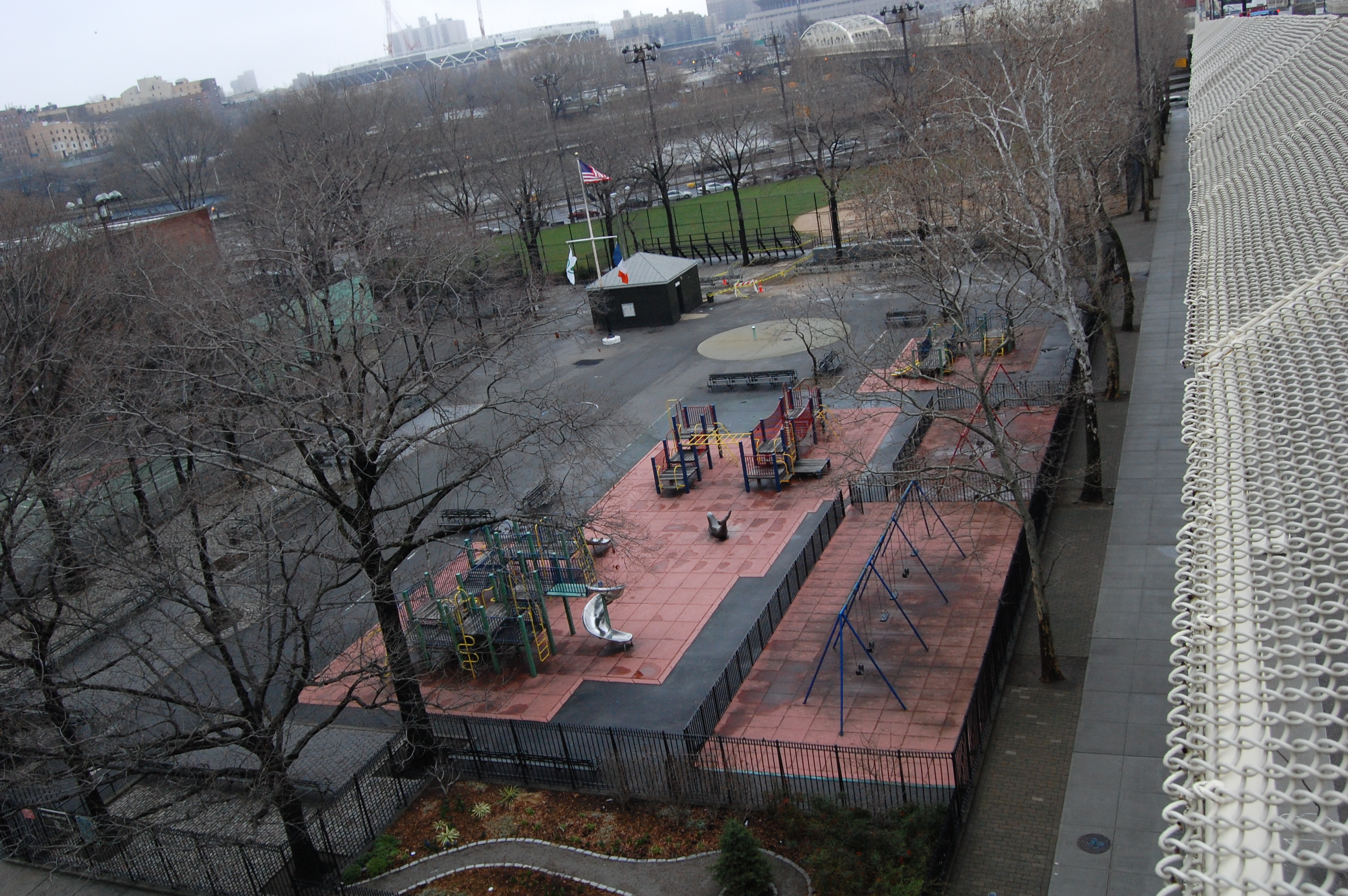
Rucker Park

## Dějiny
Hřiště je pojmenováno po harlemském učiteli a správci hřišť Holcombu Ruckerovi, který zde roku 1950 zahájil basketbalový turnaj určený pro děti, kterým měl pomoct držet se dál od zločinu a zaměřit se na vysokoškolské vzdělání.
Původní hřiště, které Rucker použil pro svůj turnaj je ve skutečnosti na 7. avenue, mezi 128. a 129. ulicí.

## Významní hráči v Rucker Parku
Nemálo profesionálních hráčů basketbalu zde hrálo až když se stali známými, zatímco spousty ostatních zde rozvíjelo své zkušenosti ještě předtím, než se stali slavnými sportovci. Mezi tyto hráče patří:
- Kareem Abdul-Jabbar[2]
- Rafer "Skip to my Lou" Alston[3]
- Kenny Anderson[4]
- Nate "Tiny" Archibald[2]
- Sylvester Blye
- Vince Carter
- Wilt Chamberlain[5][6]
- Terry Dehere
- Julius "Dr. J" Erving[7][6]
- Miles Aiken[8]
- Corey Fisher
- Connie Hawkins[4]
- Bill Hill
- Tyreke Evans
- Jackie Jackson
- Pee Wee Kirkland
- Kevin Love
- Earl "The Goat" Manigault
- Stephon Marbury
- Jamal Mashburn[1]
- Aubrey Matthews
- Earl "The Pearl" Monroe[6]
- Lamar Odom
- Ron Artest
- Devin Ebanks
- Ed Pinckney
- Joe Smith
- Malik Sealy
- J. R. Smith
- Pat Smith
- Lance Stephenson[4]
- Kyle Singler
- Allen Iverson
- Sebastian Telfair
- Jamaal Tinsley[1][9]
- Kobe Bryant

## Rucker Park ve videohrách
Hřiště se objevilo ve videohrách NBA Ballers, NBA Street, NBA Street Vol. 2, NBA Street V3, NBA Street Homecourt, NBA 2K6, NBA 2K7, NBA 2K8, NBA 2K9, NBA 2K10, NBA 2K11, FreeStyle Street Basketball, Grand Theft Auto 4 a v Grand Theft Auto:Episodes from Liberty City